# Lucifero (famiglia)
Il Casato dei Lucifero (talvolta anche citati come Lo Cifero, Lo Cifaro o Lochifero) è un'importante famiglia nobile italiana iscritta al sedile di San Dionigi e originaria di Crotone. Diversi esponenti della famiglia furono personalità politiche rilevanti sia a livello locale che nazionale (10 membri della famiglia furono sindaci di Crotone a partire dal 1485 per un totale di 16 mandati; inoltre, diversi sono stati i deputati e senatori del Regno d'Italia, ministri di vari governi e partecipanti alla Resistenza), militari, letterati (molti di essi erano scrittori e poeti) e religiosi (alcuni erano vescovi di Crotone e di Umbriatico).

## Origini
I primi membri conosciuti della famiglia Lucifero furono nobili possessori del titolo di baroni di Zinga, di Belvedere e di Malapezza (tre piccoli feudi non particolarmente rilevanti situati nella provincia di Crotone, in Calabria). Altri membri della famiglia si distinsero in campo militare a sostegno dell'ascesa al trono di Napoli della dinastia d'Aragona; come segno di gratitudine, il re Federico I di Napoli donò il feudo di Armeri (oggi frazione del comune di Crotone) a Bernardo Lucifero.

## Medioevo

### La famiglia Lucifero e la città di Crotone
In epoca medievale e rinascimentale, ossia durante il Regno di Napoli, la famiglia Lucifero diede alla città di Crotone un numero significativo di sindaci: il primo fu Peruzzo Lucifero, sindaco dal 1485 al 1486; dal 1572 al 1573 troviamo invece Marcello Lucifero a ricoprirne la carica, seguìto nel 1574 da Ottaviano Lucifero. Nel 1636 fu la volta di Muzio Lucifero, ma nel 1660 è presente un altro sindaco di nome Muzio Lucifero (che potrebbe anche rivelarsi essere la stessa persona oppure trattarsi di un semplice caso di omonimia) e un altro ancora tra il 1662 e il 1663. Dal 1668 al 1669 fu la volta di Giuseppe Lucifero, che riprese poi nuovamente le redini di sindaco dieci anni dopo, dal 1678 al 1679. Altri esponenti della famiglia che ne ebbero la carica furono: Fabrizio Lucifero dal 1693 al 1694 e dal 1698 al 1700; un altro Fabrizio Lucifero dal 1722 al 1724; Francesco Lucifero dal 1732 al 1735 e nuovamente dal 1745 al 1747. Infine, diversi anni più tardi vi furono Francesco Antonio Lucifero (? - 1799) e Antonio Lucifero come sindaci della città.
Nel XVI secolo, due membri della famiglia Lucifero divennero vescovi di Crotone: il primo fu Antonio Lucifero, vescovo dal 15 marzo 1508 fino alla sua morte, avvenuta nel 1521; il secondo fu Giovanni Matteo Lucifero, nipote di Antonio, che fu dapprima vescovo di Umbriatico dal 10 settembre 1522, e in seguito vescovo di Crotone dal 14 novembre 1524 fino alla sua morte, avvenuta nel 1551. Un altro membro della famiglia, Giacomo Antonio Lucifero, fu vescovo di Umbriatico dal 20 marzo 1531 fino alla sua morte, avvenuta nel 1548.
Nel XVII secolo, la famiglia ottenne il titolo di patrizi di Crotone. Qui troviamo il ramo di Pompeo Lucifero, padre di due figli, Hippolita e Fabritio (morto nel 1623); quest'ultimo, anch'egli patrizio di Crotone, ebbe l'incarico di gabelliere per le terre dell'Olivella, di Maccuditi e dell'Esta. Nel 1594 Fabritio convolò a nozze con Adriana Berlingieri, dal quale ebbe il figlio Giovanni Francesco, che ereditò la carica di gabelliere delle terre dell'Olivella. Lui stesso sarà in seguito padre di Giovanni Pietro senior (padre di Giovanni Pietro junior), Livia (feudataria delle terre di Ficazzani e della Garrubba, che sposerà Ottavio Piterà di Catanzaro) e Fabritio (gabelliere di Maccuditi e della Maiorana).

## Ramo di Sicilia
Un ramo della famiglia Lucifero di Crotone emigrò nella Sicilia nord-orientale, stabilendosi fra le città di Messina e Milazzo, mantenendo però l'eredità dei vari titoli nobiliari propri della famiglia d'origine, oltre alla possibilità di godere di alcuni privilegi.
Verso la fine degli anni '30 del '500 Santoro Lucifero, nato a Crotone, si trasferì a Messina, nella Sicilia occidentale, dove venne elencato tra i nobili della città. Nel 1540 risultò essere tra i nobili che si candidarono alla carica di Capitano di Milazzo, senza però avere successo. Fu tra gli altri un noto proprietario terriero, con alcuni possedimenti presenti nella zona di Rometta e di Santa Lucia del Mela, oltre ad un feudo a Saponara ceduto verso il 1550 al venerabile Giovanni Bonaventura. Sposato con Agatuzza, ebbe un figlio di nome Federico.
Arma : d’azzurro, con una fascia accompagnata nel capo da due stelle, ed in punta da una luna montante, il tutto d’argento. Corona di barone.

## Ramo di Apriglianello

### XVIII secolo
Nel 1762 Giuseppe Lucifero ottenne la baronia del feudo di Apriglianello (soprannominato anche Aprigliano, da non confondere però con l'omonimo comune in provincia di Cosenza), situato nella Calabria Ulteriore.
Francesco Antonio Lucifero, uno dei diretti discendenti di Giuseppe e principale erede del titolo di barone di Apriglianello, fu un importante uomo politico e patriota italiano. Nato a Crotone, aderì nel 1799 alla Repubblica Napoletana, proclamata nel capoluogo partenopeo e repubblica sorella della Prima Repubblica francese, diventando così il leader delle truppe ribelli della sua città natale; poco tempo dopo, ne fu anche sindaco. Durante la fase di repressione della Repubblica venne catturato dall'esercito sanfedista del cardinale Fabrizio Ruffo, in quanto ritenuto uno dei principali responsabili dei moti giacobini di Crotone; assieme a lui vennero fatti prigionieri altri due ribelli, Bartolo Villaroja e Giuseppe Suriano, oltre ad un siciliano, Giuseppe Ducarne, originario di Licata. Il 31 marzo 1799 ci fu la sentenza per reato di lesa maestà, così Lucifero e gli altri tre ribelli vennero condannati a morte e fucilati nel castello-fortezza di Crotone il 3 aprile 1799.

### XIX e XX secolo

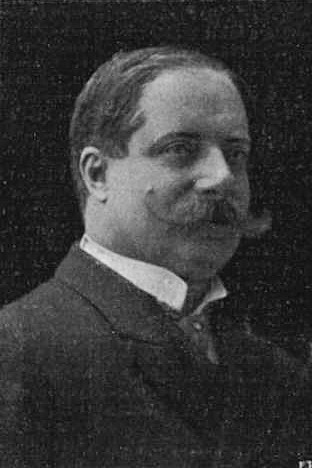
Alfonso Lucifero.

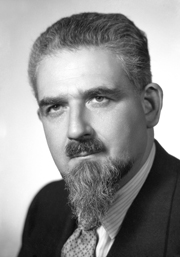
Roberto Lucifero d'Aprigliano.

Antonio Lucifero nacque nel 1830 a Crotone. Discendente di Francesco Antonio Lucifero e titolare della baronia di Apriglianello, entrò molto giovane in politica e fu un appassionato di archeologia. Nel 1873 divenne sindaco di Crotone succedendo a Gaetano Morelli, restando in carica fino al 1874; sostituito dal giurista Gennaro Avarelli, riprese ad interim le redini di sindaco nel 1875, questa volta per un breve periodo, a cui poi subentrò Demetrio Pirozzi. Nel 1881 venne nominato ispettore agli scavi archeologici nella zona di Crotone e nell'area archeologica di Capo Colonna. Sposato con la nobildonna Teresa Capocchiano, ebbe tre figli: Alfonso, Armando e Alfredo. Si spense nella sua città natale nel 1899.
Alfonso Lucifero nacque il 12 agosto 1853 a Crotone. Primogenito di Antonio Lucifero, ebbe maggiormente notorietà per i suoi numerosi mandati come deputato al Parlamento del Regno d'Italia per il collegio di Cotrone: fu infatti presente nella XVI, XVII, XVIII, XIX, XX, XXI, XXII, XXIII e XXIV legislatura (in totale 9 mandati, a partire dal 10 giugno 1886 fino al 29 settembre 1919); fu più volte anche Sottosegretario alla Pubblica istruzione (per un totale di 5 mandati consecutivi, a partire dal 10 giugno 1895 fino al 14 dicembre 1909). Durante questo periodo, militò nella Destra storica dal 1886 al 1912, per poi aderire al Partito Liberale Italiano dal 1912 al 1919. Fu anche scrittore e autore di diverse opere letterarie, tra i quali Ulrico, Stonature, Adalgisa e Abner. Sposò Elena Cloan-Spyer dal quale ebbe un figlio, Roberto, anch'egli parlamentare. Alfonso Lucifero morì a Roma il 17 giugno 1925.
Roberto Lucifero d'Aprigliano nacque il 16 dicembre 1903 a Roma. Figlio unico di Alfonso Lucifero, si laureò in giurisprudenza diventando così avvocato. Da sempre contrario al regime fascista, prese parte alla Resistenza nel settembre 1943; fece inoltre parte di un movimento politico clandestino con tendenze monarchiche e antifasciste denominato Centro della democrazia italiana. Nell'aprile 1944 venne catturato dalle SS e rinchiuso nel carcere di Regina Coeli. Morì a Roma l'11 gennaio 1993.

## Genealogia recente
- Antonio Lucifero (1830-1899)

Alfonso Lucifero (1853-1925)
Roberto Lucifero d'Aprigliano (1903-1982)
Alfonso Lucifero (nato nel 1927)
Roberto Lucifero (nato nel 1960)
Antonio Lucifero (nato nel 1968)
- Armando Lucifero (1855-1933)

Falcone Lucifero (1898-1997)
- Alfredo Lucifero (1858-1909)

## Incarichi principali

### Incarichi civili

#### I Lucifero sindaci di Crotone[7]
| Periodo | Periodo | Primo cittadino            | Partito  | Carica                    | Note                                           |
| ------- | ------- | -------------------------- | -------- | ------------------------- | ---------------------------------------------- |
| 1485    | 1486    | Peruzzo Lucifero           |          | Sindaco                   |                                                |
| 1572    | 1573    | Marcello Lucifero          |          | Sindaco                   |                                                |
| 1574    |         | Ottaviano Lucifero         |          | Sindaco                   |                                                |
| 1636    |         | Muzio Lucifero             |          | Sindaco                   |                                                |
| 1660    |         | Muzio Lucifero             |          | Sindaco                   |                                                |
| 1662    | 1663    | Muzio Lucifero             |          | Sindaco                   |                                                |
| 1668    | 1669    | Giuseppe Lucifero          |          | Sindaco                   |                                                |
| 1678    | 1679    | Giuseppe Lucifero          |          | Sindaco                   |                                                |
| 1693    | 1694    | Fabrizio Lucifero          |          | Sindaco                   |                                                |
| 1698    | 1700    | Fabrizio Lucifero          |          | Sindaco                   |                                                |
| 1722    | 1724    | Fabrizio Lucifero          |          | Sindaco                   |                                                |
| 1732    | 1735    | Francesco Lucifero         |          | Sindaco                   |                                                |
| 1745    | 1747    | Francesco Lucifero         |          | Sindaco                   |                                                |
| 1799    |         | Francesco Antonio Lucifero | Liberale | Sindaco                   | insurrezionalista (vedi Repubblica Napoletana) |
| 1873    | 1874    | Antonio Lucifero           |          | Sindaco                   |                                                |
| 1875    |         | Antonio Lucifero           |          | Commissario straordinario |                                                |

#### Titoli nobiliari della famiglia Lucifero
| I baroni e marchesi Lucifero | I baroni e marchesi Lucifero | I baroni e marchesi Lucifero                                               | I baroni e marchesi Lucifero             | I baroni e marchesi Lucifero |
| Inizio                       | Fine                         | Titolari                                                                   | Titoli                                   | Regione                      |
| ---------------------------- | ---------------------------- | -------------------------------------------------------------------------- | ---------------------------------------- | ---------------------------- |
|                              |                              |                                                                            | Baroni di Zinga                          | Calabria                     |
|                              |                              |                                                                            | Baroni di Belvedere                      | Calabria                     |
|                              |                              |                                                                            | Baroni di Malapezza                      | Calabria                     |
| XV secolo                    | dopo il 1728                 | Bernardo Lucifero (nel XV secolo) sconosciuto Fabrizio Lucifero (nel 1728) | Baroni di Armeri                         | Calabria                     |
|                              |                              |                                                                            | Baroni di San Nicolò                     | Sicilia                      |
|                              |                              |                                                                            | Baroni di Aprigliano (o Apriglianello)   | Calabria                     |
|                              |                              |                                                                            | Marchesi di Aprigliano (o Apriglianello) | Calabria                     |

### Incarichi ecclesiastici
| Vescovi appartenenti alla famiglia Lucifero | Vescovi appartenenti alla famiglia Lucifero | Vescovi appartenenti alla famiglia Lucifero | Vescovi appartenenti alla famiglia Lucifero | Vescovi appartenenti alla famiglia Lucifero |
| Inizio                                      | Fine                                        | Nome                                        | Titolo                                      | Diocesi                                     |
| ------------------------------------------- | ------------------------------------------- | ------------------------------------------- | ------------------------------------------- | ------------------------------------------- |
| 15 marzo 1508                               | 1521                                        | Antonio Lucifero                            | Vescovo                                     | Crotone                                     |
| 10 settembre 1522                           | 14 settembre 1524                           | Giovanni Matteo Lucifero                    | Vescovo                                     | Umbriatico                                  |
| 14 settembre 1524                           | 1551                                        | Giovanni Matteo Lucifero                    | Vescovo                                     | Crotone                                     |
| 20 marzo 1531                               | 1548                                        | Giacomo Antonio Lucifero                    | Vescovo                                     | Umbriatico                                  |